# SpVgg Masovia Lyck
Masovia Lyck – niemiecki klub sportowy z siedzibą w Ełku, założony w 1917 roku, rozwiązany w 1945.
Największym sukcesem piłkarskiej sekcji klubu jest awans do trzeciej rundy Pucharu Niemiec w edycji 1935 roku. Po drodze Masovia pokonała Tilsiter SC 7:3 oraz faworyzowany królewiecki zespół VfB Königsberg 1:0. W trzeciej rundzie (1/16 finału) klub przegrał 1:2 z Dresdner Sportfreunden.
Klub występował w latach 1934-1939 we wschodniopruskiej Gaulidze. Rywalizował wówczas z klubami z Olsztyna, Wystruci, Królewca, Gdańska, Tylży, Gąbina, Rastemborka, Ostródy i Szczytna.
| Sezon | Liga                                         | Pozycja | Punkty | Bramki | Uwagi |
| ----- | -------------------------------------------- | ------- | ------ | ------ | ----- |
| 1934  | Gauliga Ostpreußen (grupa II)                | 3       | 15     | 52-28  | [ 3 ] |
| 1935  | Gauliga Ostpreußen (grupa II)                | 3       | 14     | 36-32  | [ 2 ] |
| 1936  | Gauliga Ostpreußen (Bezirksklasa Allenstein) | 2       | 16     | 36-17  | [ 4 ] |
|       | Gauliga Ostpreußen (Endrunde, grupa I)       | 3       | 4      | 8-19   | [ 4 ] |
| 1937  | Gauliga Ostpreußen (Bezirksklasa Allenstein) | 2       | 13     | 24-6   | [ 5 ] |
|       | Gauliga Ostpreußen (Endrunde, grupa I)       | 3       | 7      | 17-20  | [ 5 ] |
| 1938  | Gauliga Ostpreußen (Bezirksklasa Allenstein) | 1       | 21     | 27-15  | [ 6 ] |
|       | Gauliga Ostpreußen (Endrunde, grupa II)      | 2       | 7      | 17-13  | [ 6 ] |
| 1939  | Gauliga Ostpreußen                           | 2       | 22     | 49-32  | [ 7 ] |

Klub został rozwiązany w 1945 roku.
Do Masovii nawiązują barwy założonego w 1946 polskiego klubu sportowego Mazur Ełk. Do białej i niebieskiej dołączono barwę czerwoną, symbolizującą mazurskość.